# Johnson Creek (Wisconsin)
Johnson Creek es una villa ubicada en el condado de Jefferson en el estado estadounidense de Wisconsin. En el Censo de 2010 tenía una población de 2.738 habitantes y una densidad poblacional de 349,24 personas por km².

## Geografía
Johnson Creek se encuentra ubicada en las coordenadas 43°4′45″N 88°46′16″O / 43.07917, -88.77111. Según la Oficina del Censo de los Estados Unidos, Johnson Creek tiene una superficie total de 7.84 km², de la cual 7.81 km² corresponden a tierra firme y (0.4%) 0.03 km² es agua.

## Demografía
Según el censo de 2010, había 2.738 personas residiendo en Johnson Creek. La densidad de población era de 349,24 hab./km². De los 2.738 habitantes, Johnson Creek estaba compuesto por el 93.24% blancos, el 0.91% eran afroamericanos, el 0.26% eran amerindios, el 1.17% eran asiáticos, el 0.04% eran isleños del Pacífico, el 2.85% eran de otras razas y el 1.53% pertenecían a dos o más razas. Del total de la población el 7.45% eran hispanos o latinos de cualquier raza.